# Stijn Joseph
Stijn Joseph, né le 18 septembre 1987 à Saint-Nicolas, est un coureur cycliste belge.

## Palmarès et classements mondiaux

### Palmarès sur route
- 2004
  - Kuurnse Leieomloop
  - 2e des Trois Jours d'Axel
- 2005
  - Classement général du Keizer der Juniores
  - 2e de la Route de l'Avenir
  - 3e de la Flanders-Europe Classic
  - 3e de Remouchamps-Ferrières-Remouchamps
- 2006
  - 3e de Zillebeke-Westouter-Zillebeke
- 2007
  - Omloop van de Grensstreek
- 2008
  - Mémorial Philippe Van Coningsloo
  - 3e de l'Omloop van de Grensstreek
- 2012
  - 3e de l'Internatie Reningelst

### Classements mondiaux
| Année           | 2008 |
| --------------- | ---- |
| UCI Europe Tour | 341e |

### Palmarès en cyclo-cross
- 2004-2005
  - 3e du championnat de Belgique de cyclo-cross juniors